# Jean Baptiste Murema
Jean Baptiste Murema (* 2. Juni 1982) ist ein ruandischer Sitzball- und Sitzvolleyballspieler, Sportfunktionär und Jurist.
Murema studierte an der Kigali Independent University (ULK) Recht. Er spielte im Intwari Volleyball Club und nahm 2010 am Seatball-Worldcup in Lugogo in Uganda teil, den Ruanda gewann. 2012 war er zudem Sitzvolleyballspieler bei den Sommer-Paralympics in London. Am 26. März 2017 wurde er auf der Generalversammlung des Nationalen Paralympischen Komitee Ruandas zum neuen Präsidenten des Behindertensportverbandes gewählt. Am 5. April 2021 wurde er für eine weitere vierjährige Amtszeit wiedergewählt.